# Чонджи
Чонджи (кор. 전지왕, 직지왕, 진지왕, 腆支王, 直支王, 眞支王, Jeonji-wang, Jikji-wang, Jinji-wang, Chǒnji-wang, Chikchi-wang, Chinji-wang; 390—420) — корейський ван, вісімнадцятий правитель держави Пекче періоду Трьох держав.

## Походження
Був старшим сином вана Асіна. 394 року батько відрядив його в якості заручника до японської держави Ве. Там спадкоємець престолу перебував до смерті батька 405 року. В той час у Пекче спалахнула боротьба між братами померлого вана, що завершилась смертю всіх трьох. А на престол зійшов Чонджи, який щойно повернувся на батьківщину.
За правління Чонджи було продовжено традиційний союз із Японією, на підтвердження якого правитель японської держави 409 року відрядив посланців до Пекче з подарунками. Чонджи приймав посланців з великими почестями.
406 року Чонджи відрядив посольство до Східної Цзінь. То була перша згадка про таку місію за двадцять років. Це може вказувати на те, що Пекче отримала більший захист від нападів Когурьо. Той візит, утім, не підтверджується китайськими джерелами.
Ван Чонджи помер 420 року. Після його смерті престол зайняв його старший син Куйсін.